# Mt. Carmel Falls
Die Mt. Carmel Falls (auch Marquis Falls) sind die höchsten Wasserfälle auf der Karibikinsel Grenada.

## Geographie
Die Wasserfälle liegen im Parish Saint Andrew. Sie entstehen durch den Little River of Great Bacolet, der von Westen von der Anhöhe kommt und an dieser Stelle seine Richtung wechselt. Der Wasserfall liegt in einer privaten Plantage. Er stürzt über eine Kaskade von mehr als 21 m.